# Koboltmes
Koboltmes (Cyanistes teneriffae) är en fågel inom familjen mesar som lever i Nordafrika och i Kanarieöarna. Den förekommer i Nordafrika österut till Libyen samt i Kanarieöarna. Den är närbesläktad med blåmesen och behandlades länge som en del av denna, men urskiljs numera vanligen som egen art. Beståndet anses vara livskraftigt.

## Utbredning och systematik

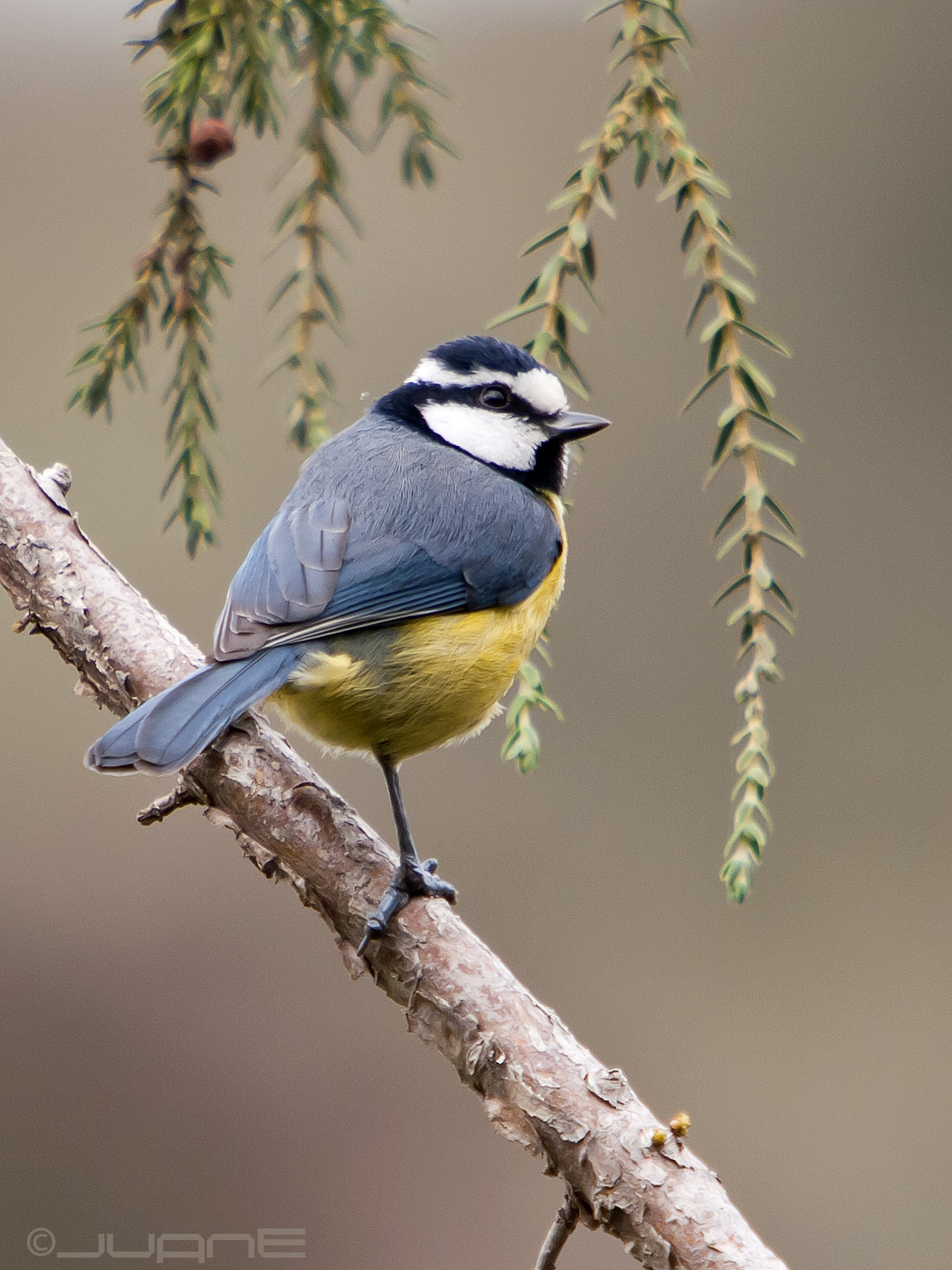

Koboltmesen är en stannfågel i Nordafrika från Marocko till Libyen samt i Kanarieöarna. Den delas in i sju underarter med följande utbredning:
- Cyanistes teneriffae palmensis – La Palma i västra Kanarieöarna
- Cyanistes teneriffae ombriosus – Hierro i sydvästra Kanarieöarna
- Cyanistes teneriffae teneriffae – Gomera och Teneriffa i Kanarieöarna
- Cyanistes teneriffae hedwigae – Gran Canaria i Kanarieöarna
- Cyanistes teneriffae degener – östra Kanarieöarna (Fuerteventura och Lanzarote)
- Cyanistes teneriffae ultramarinus – nordvästra Afrika (Marocko till Tunisien) samt ön Pantelleria utanför södra Italien
- Cyanistes teneriffae cyrenaicae – Libyen

### Utbrytning från blåmesen
Tidigare behandlades koboltmesen som en underart till blåmes (Cyanistes caeruleus). 2003 meddelade Sveriges ornitologiska förening (numera BirdLife Sverige) att populationerna av blåmes som häckar på Kanarieöarna och i nordvästra Afrika skulle brytas ut ur blåmeskomplexet och kategoriseras som en egen art på grund av skillnader i morfologi, läte och genetiska data som visar att den europeiska blåmesen faktiskt står närmare azurmesen än de afrikanska populationerna.

### Ytterligare uppdelning i flera arter?
Ytterligare DNA-studier visar att koboltmesen koloniserat Kanarieöarna från Nordafrika hela tre gånger. Populationerna i Libyen (cyrenaicae) och den på ön La Palma (palmensis) utgör rester av en tidig population, de på de centrala öarna (ombriosus, teneriffae och hedwigae) utgör rester av en andra våg och degener en tredje sentida invasion av ultramarinus. Dessa resultat i kombination med morfologiska skillnader har tagits som argument för att dela in koboltmesen i fyra arter. Andra studier visar också att skillnaderna mellan degener och ultramarinus är obetydliga. Båda dessa forskningsresultat har dock ännu inte lett till några förändringar hos de större internationella taxonomiska auktoriteterna.

## Utseende och läten
Koboltmesen är till formen och dräkten lik blåmesen, men är något mindre och mörkare: svartblå skarpare avgränsad hjässa, gråblå rygg utan inslag av grönt och ultramarinfärgad vinge. Populationerna på Kanarieöarna saknar även det vita vingbandet som både blåmes och koboltmes i Nordafrika har. Lätena skiljer sig också, vissa ska påminna om talgoxe, andra om tofsmes.

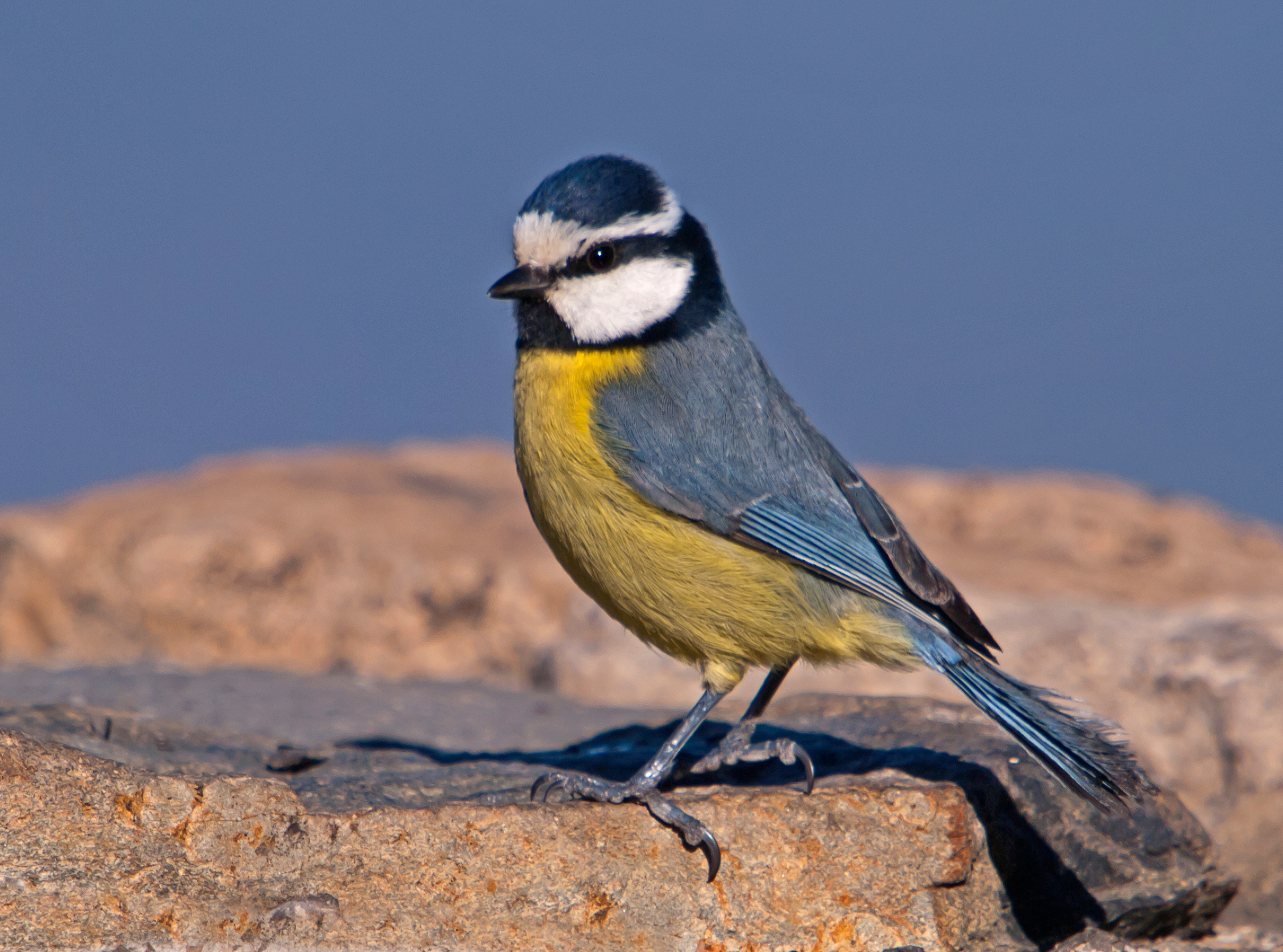
Koboltmes på Gran Canaria, underarten hedwigae.

De olika underarterna skiljer sig huvudsakligen åt genom färgtonen på fjäderdräkten och hur pass tydliga teckningarna är:
- Underarten palmensis på Palma är mindre färgglad än nominatformen och saknar glans på hjässan. Ögonbrynsstrecket är brett, liksom det svartaktiga ögonstrecket. Ovansifan är gråare, ibland med grönt inslag på rygg och övergump. Smala vita spetsar på större vingtäckarna formar ett kort vingband, medan armpennor och tertialer är brett vitspetsade. Undertill är den gul på bröst och flanker, men vitare mot nedre delen av bröstet och buken. Det mörka bukstrecket är svagt eller saknas helt.
- Underarten ombriosus på Hierro är mycket lik nominatformen, men är något större, grön på övre delen av manteln, grå till olivgrön på skapularerna och djupare gul undertill.
- Underarten degener på de östra Kanarieöarna har svart hjässa, smalare ögonbrynsstreck, gråare ovansida och breda spetsar på större täckarna och tertialkanterna. Undersidan är blekare gul medan bukstrecket är både längre och tydligare.

## Levnadssätt
Koboltmesen hittas i olika typer av skogsmiljöer, alltifrån lagerskogar och stånd med trädljung till bergsbelägna tallskogar samt parker och trädgårdar, framför allt där det finns fruktträd. På La Palma är den tydligen begränsad till tallskog och ses endast tillfälligt i undervegetation i lagerskogar. På de torrare öarna Fuerteventura och Lanzarote häckar den mestadels i lågväxande buskskogar med Tamarix och Phoenix samt i frodig vegetation i gräsrika områden.

### Föda
Koboltmesen ses enstaka, i par eller i smågrupper. Den är ofta lätt att komma nära där den födosöker på alla nivåer i träd och buskage. Födan är dåligt känd men tros inte skilja sig nämnvärt från blåmesen, bortsett från ett möjligen större intag av små fjärilar, spindlar och skalbaggar.

### Häckning
Koboltmesen häckar mellan februari och juli, möjligen också oktober–januari. Boet liknar blåmesens, en skål av mossa tallbarr, blad och fjädrar som placeras upp till tre meter ovan mark i ett hål i ett träd, i en klippskreva, en mur eller i en holk, eller direkt på marken. Däri lägger den tre till sex ägg.

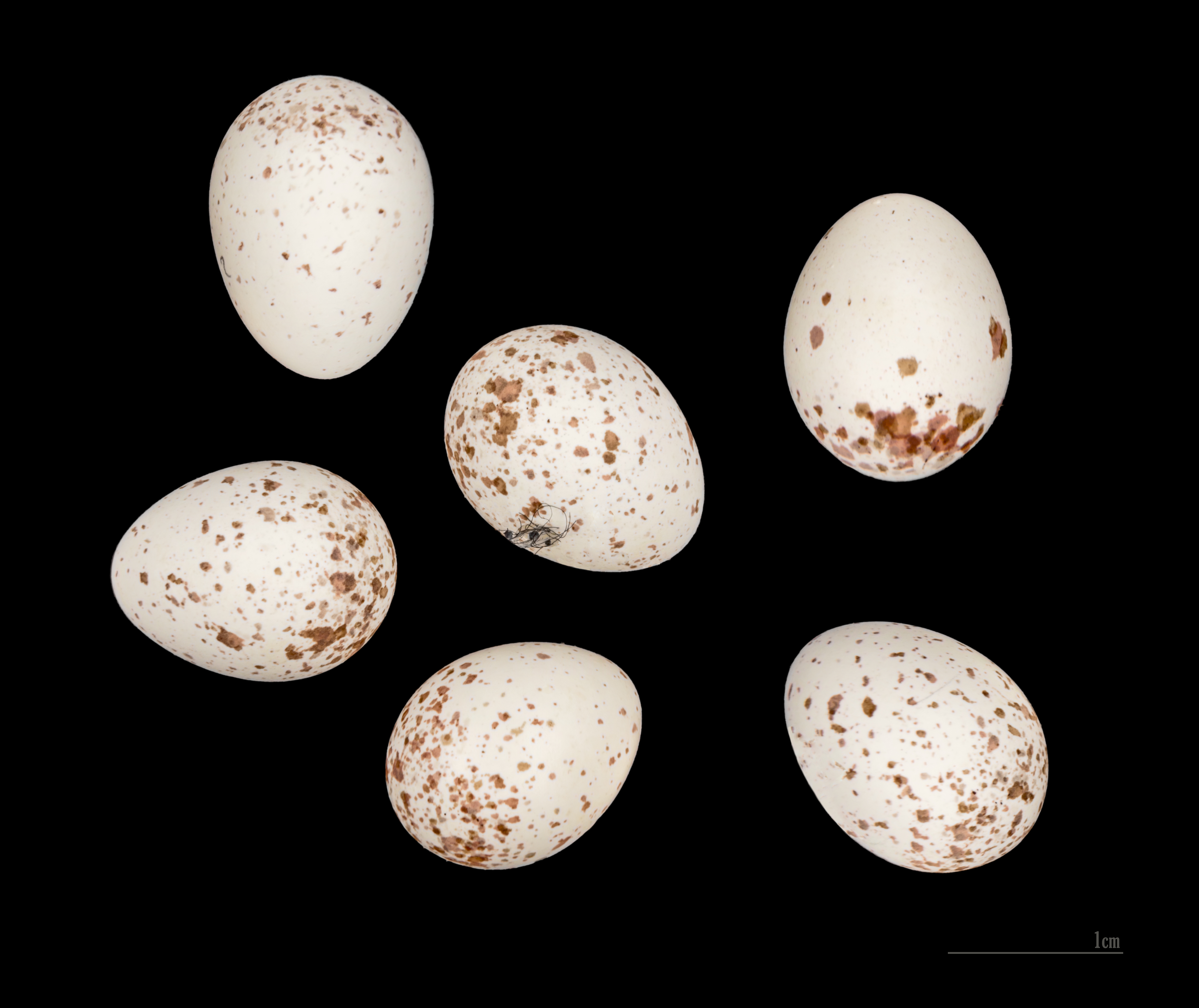
Ägg från koboltmes i Algeriet av underarten ultramarinus

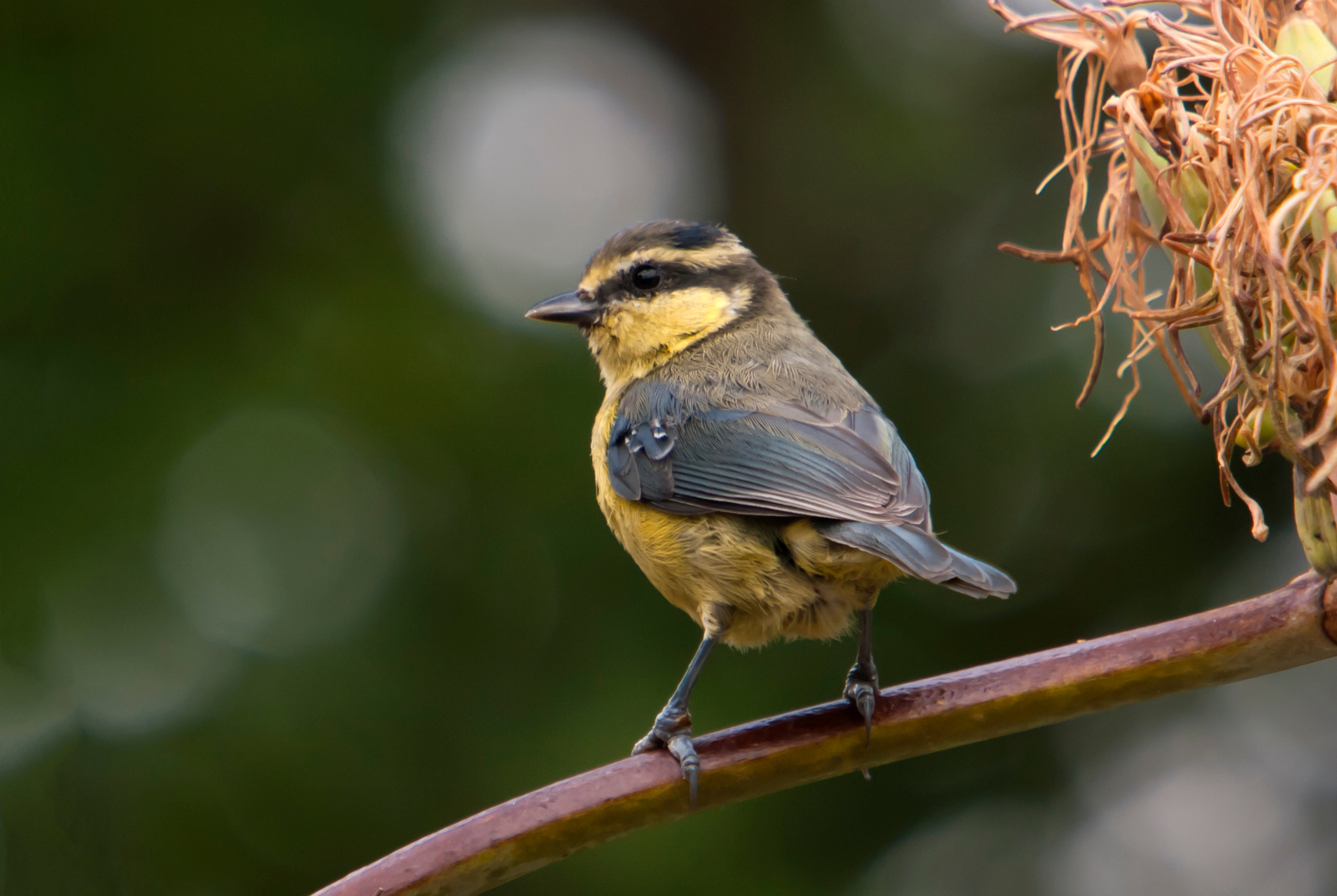
Ungfågel fotograferad på Gran Canaria.

## Status
Arten har ett stort utbredningsområde och internationella naturvårdsunionen IUCN kategoriserar arten som livskraftig. Beståndsutvecklingen är dock oklar. Merparten av utbredningen är i Nordafrika där inga beståndsuppskattningar gjorts. På Kanarieöarna uppskattas beståndet bestå av mellan 20 300 och 101 000 häckande par.